# Список літературних форматів
Літературні формати — список різноманітних літературних форматів. Серед літературних критиків постійно точаться дебати, щодо визначення того чи іншого літформату, але загалом існує консенсус щодо основних літературних форм.

## Список літературних форматів
Найпоширеніші формати
- Драма
- Вірш
- Роман
- Новела / повість
- Новелета
- Оповідання
- Мініатюра

Решта форматів
- Епопея
- Байка
- Фабліо
- Казка
- Народна оповідь
- Мала проза
- Легенда
- Парабула
- Сценарій
- Есе
- Стаття
- Огляд

## Порівняльна таблиця основних літературних форм (за величиною твору)
Згідно з загальноприйнятою класифікацією жанрів за виличною твору (кількість сторінок та слів) є такою:
| Літ. форма (англійською) | Літ. форма (українською)   | К-сть слів    | К-сть сторінок |
| ------------------------ | -------------------------- | ------------- | -------------- |
| Novel                    | Роман                      | 40,000+       | ~160+          |
| Novella                  | Новела або невеликий роман | 17,000-40,000 | ~70-160        |
| Novellette               | Новелета                   | 7,500-17,000  | ~30-70         |
| Short Story              | Оповідання                 | 3,500-7,500   | ~15-30         |
| Flash Story              | Мініатюра                  | менше 1,000   | менше 5        |

Примітка: жанр повість притаманний лише російській літературі та літературам колишніх колоній Російської Імперії і не є поширеним в західній літературній традиції; відтак літературні твори неросійської літератури не слід кваліфікувати як повісті, незалежно від наповненню та кількості сторінок у них.

Примітка 2: Переклад назв жанрів з англійської українською подано за підручником професора філології Олександра Галича «Теорія літератури» (Київ: Либідь, 2001)